# Леви (Финляндия)
Леви (фин. Levi) — один из самых крупных горнолыжных курортов Финляндии.

## Название
Название курорта происходит от названия горы Леви (фин. Levitunturi), возле которой он расположен. Специалисты считают, что само слово «Леви» саамского происхождения, но на сегодняшний день этимология топонима неизвестна.

## География
Горнолыжный курорт Леви расположен в деревне Сиркка (фин. Sirkka) вокруг горы Леви в коммуне Киттиля в западной части провинции Лаппи в 160 км севернее Северного полярного круга. Курорт находится в 14 км от ближайшего аэропорта Киттиля и в 78 км от ближайшей железнодорожной станции в Колари. Расстояние от Хельсинки по прямой линии — 850 км.

## История
Первый настоящий туристический бизнес в деревне Сиркка появился в 1953 году. Уже в 1950-е годы сюда приезжали туристы из далеких и близких стран. В 1960-е годы туристический интерес к Леви и лыжному спорту на курорте возрос, в особенности после того, как в 1964 году муниципалитет Киттила приобрел земельные участки на горе.
В конце 1970-х началось строительство коттеджей для туристов.
В 1976 г. была основана компания Levin Hissit Oy, занимавшаяся лыжными спусками. В первое время после создания компании лыжный сезон в Леви длился с февраля по начало мая.
В 1982 г. был открыт аэропорт Киттила, а в следующем году компания Levin Hissit Oy построила 800-метровую летнюю трассу для тобоггана, что привлекло множество туристов.
В 1989 г. для повышения эффективности туристического бизнеса была создана компания Levi Travel Ltd. В её компетенцию входило также размещение туристов и бронирование жилья.
В сезон 1992—1993 гг. Леви впервые был выбран лучшим лыжным курортом Финляндии.
В полночь 31 декабря 1999 года в Леви заработала первая в Финляндии гондольная канатная дорога.
В период с 29 ноября по 2 декабря 2000 г. в Леви проходил Чемпионат Европы по слалому. Благодаря успешной организации соревнований Леви был назван единственным резервным местом во время проведения Кубка Мира по горнолыжному спорту в Аспене, и, таким образом, осенью 2001 г. занял постоянное место в календаре ФИС. Это означало, что Леви был признан равным среди более традиционных организаторов мировых первенств.
25 октября 2001 г. открылась первая трасса для беговых лыж с искусственным снегом.
В сезон 2001—2002 гг. был завершен центр соревнований у подножия гондольной канатной дороги. Инвестиции в строительство комплекса включали строительство подъёмника и спуска с искусственным снегом, на котором будут проходить мировые первенства, с сервисом и освещением, необходимыми для показа лыжных соревнований по телевидению. В этот сезон Леви стал самым крупным лыжным центром Финляндии.

## Информация
Высота горы Леви — 531 м над уровнем моря. В Леви 48 лыжных спусков, из которых 15 освещенных, и 27 подъёмников. Леви — один из двух горнолыжных курортов в Финляндии, имеющих гондольную канатную дорогу.
Бо́льшая часть лыжных спусков подходит для начинающих, но имеются также 4 черных спуска для экспертов. Максимальный перепад высот — 325 м. Самый длинный спуск — 2500 м. Самый длинный подъёмник — 1636 м. В Леви есть один суперпайп, один хафпайп, один снежный парк, 10 детских спусков и 7 ресторанов, расположенных на спусках.
Лыжный сезон в Леви длится приблизительно с середины октября по начало июня (до конца апреля — гарантированно).
Среди других видов активного отдыха в Леви можно перечислить беговые лыжи, сафари на снегоходах, катание на велосипеде, сафари на оленьих и собачьих упряжках, рыбалку, прогулку пешком, греблю и т. д. Общая протяженность трасс для беговых лыж достигает 230 км; для снегоходов — 850 км. Можно также совершить прогулку на снегоступах или снегоходах к ближайшей горе Катка (фин. Kätkätunturi), расположенной к западу от горы Леви.
В 2009 году закончено строительство полномерного поля для гольфа, расположенного у северного подножья горы Леви. В летнее время, когда солнце не заходит, Леви-гольф открыт круглосуточно.
Для размещения гостей в Леви имеется 8 отелей, 6 апарт-отеля, 1 хостел и сотни коттеджей. Общее количество койко-мест на курорте в 2015 году составило 24000. Аэропорт Киттиля, обслуживающий приезжающих в Леви, по величине занимает второе место в Финляндии после Хельсинки.
В Леви имеется конгресс-центр, три супермаркета, аптека а также десятки магазинов, бутиков, ресторанов и закусочных.
В сентябре 2010 года при отеле Левитунтури был открыт самый большой в Лапландии аквапарк с 17 бассейнами.
Леви был выбран 4 раза лучшим лыжным курортом Финляндии.
В 40 км от Леви в местечке Лайнио каждую зиму строится снежная деревня. Здесь можно переночевать в снежном отеле, посетить ледяной купольный зал с баром, посмотреть на ледяные скульптуры или даже совершить обряд бракосочетания.
В 7 км от Леви каждую зиму строится еще одна снежная деревня Луваттума (фин. Luvattumaa). В переводе с финского языка означает «Земля обетованная». Это семейный бизнес — руководит всем Лея Юссила, которая является по совместительству шеф-поваром в ресторане снежной деревни, а все строительные и дизайнерские работы делает её муж, Пекка Юссила. В Луваттуме есть снежный отель, ледяной бар, кинотеатр и церковь, в которой можно совершить обряд бракосочетания.

## Климат
В следующей таблице приведены температура и осадки за год.
| Месяц    | Ночная темп. (°C) | Дневная темп. (°C) | Осадки (мм) |
| -------- | ----------------- | ------------------ | ----------- |
| Январь   | -18               | -9                 | 15          |
| Февраль  | -19               | -10                | 13          |
| Март     | -17               | -4                 | 10          |
| Апрель   | -12               | -3                 | 13          |
| Май      | -3                | 7                  | 18          |
| Июнь     | 4                 | 12                 | 40          |
| Июль     | 8                 | 18                 | 55          |
| Август   | 6                 | 16                 | 55          |
| Сентябрь | 0                 | 8                  | 40          |
| Октябрь  | -5                | 0                  | 23          |
| Ноябрь   | -13               | -5                 | 23          |
| Декабрь  | -14               | -4                 | 15          |